# أبو سلمة الخلال
أبو سلمة الخلاّل واسمه حفص بن سليمان الهمداني أحد دعاة بني العباس في بداية دولتهم.
اختلف في سبب تسميته بالخلال، إذ قيل أن السبب هو انه كان يسكن في درب الخلالين في الكوفة، وقيل أن السبب انه كان يصنع الخل.
كان صلة الوصل بين خراسان والحميمة (مركز بني العباس)، وسلم الخراسانيون الرئاسة إليه بعد دحر قوات الأمويين عن خراسان والكوفة، وسُمّي وزير آل محمد، وأعلن الإمامة الهاشمية، وكان يريد تسليم الخلافة لثلاثة من العلويين، وهم :جعفر الصادق، وعبد الله بن الحسن المثنى، وعمر الأشرف بن علي زين العابدين. وكتب إليهم، ولم يستجب إليه أحد منهم. وكان أبو العباس السفاح يعلم ذلك، ولما بويع بالخلافة، جاء أبو سلمة ليعتذر إليه، فتظاهر السفاح بقبول اعتذاره، ثم أوعز إلى أبي مسلم الخراساني أن يقتله، ففعل وأرسل رجلاً فاتكاً يدعى مرار بن أنس الضبي فقتله.